# 잔 지멘
잔 지멘(독일어: Gian Simmen, 1977년 2월 19일~)은 스위스의 전직 스노보드 선수로 주 종목은 하프파이프이다. 올림픽에 3회 참가했고 1998년 동계 올림픽에서 남자 하프파이프 금메달을 획득하여 남자 스노보드 하프파이프 첫 올림픽 금메달리스트가 되었다.